# Spelaeabraeus infidus
Spelaeabraeus infidus är en skalbaggsart som beskrevs av Busulini 1958. Spelaeabraeus infidus ingår i släktet Spelaeabraeus och familjen stumpbaggar. Inga underarter finns listade i Catalogue of Life.